# NGC 3283
NGC 3283 je lećasta galaktika u zviježđu Jedru.

## Vanjske poveznice
- (eng.) SEDS: NGC 3283
- (eng.) Revidirani Novi opći katalog
- (eng.) Izvangalaktička baza podataka NASA-e i IPAC-a
- (eng.) Astronomska baza podataka SIMBAD
- (eng.) VizieR